# Lamnizla
Lamnizla  (in arabo لمنيزلة‎?) è un centro abitato e comune rurale del Marocco situato nella provincia di Taroudant, regione di Souss-Massa. Conta una popolazione di 4 224 abitanti (censimento 2014).